# Acanthinodera cumingii
Acanthinodera cumingii là một loài bọ cánh cứng trong họ Cerambycidae.
Nó là loài duy nhất trong chi Acanthinodera, và là một trong những loài lớn nhất của bọ cánh cứng ở Chile. Loài bọ cánh cứng này là loài đặc hữu của miền trung Chile và có thể được tìm thấy từ vùng IV Coquimbo đến vùng IX La Araucanía.
Đây là loài là loài đặc hữu Chile, và có thể được tìm thấy từ phía nam của khu vực của Coquimbo đến malleco trong khu vực của Araucanía. Nó có thể được tìm thấy từ mực nước biển đến đồi Precordillera. 
Trong môi trường sống bản địa của nó ở Chile loài này dễ bị tổn thương trước nạn phá hủy môi trường sống từ khai thác và xây dựng. Do kích thước lớn, loài bọ cánh cứng này cũng là dễ bị tổn thương khi bị bắt và bị giết bởi con người, làm trầm trọng thêm nguy cơ tuyệt chủng